# انتقام واقعی
انتقام واقعی (به انگلیسی: True Vengeance) یک فیلم اکشن و دلهره‌آور آمریکایی محصول سال ۱۹۹۷ به کارگردانی دیوید ورث با بازی دنیل برنهارت، مایلز اوکیف، بورلی جانسون و جورج چونگ است. برنهارت در نقش یک نیروی دریایی سابق و سرسپردهٔ یاکوزا ایفای نقش می‌کند که باید دو بار با گذشته‌اش روبرو شود، وقتی که قبیله قدیمی‌اش، که به دنبال ساکت کردن او هستند، هم تیمی نظامی سابقش (اوکیف) را که با او درگیری داشت، استخدام می‌کند و …

## انتشار
در ایالات متحده، این فیلم را در به صورت سیستم ویدئوی خانگی در ۳۰ دسامبر ۱۹۹۷ منتشر شد. این فیلم کمی زودتر در کانادا منتشر شد، جایی که در ۲۸ اکتبر به لطف شرکت سازنده توزیع شد. در بریتانیا، این فیلم در اوایل سپتامبر ۱۹۹۸ توسط توزیع هزاره سوم منتشر شد.